# Arto Lindsay
Arthur Morgan Lindsay (Richmond, 28 de maio de 1953) é um cantor, guitarrista, produtor musical e compositor estadunidense.

## Trajetória
Com uma voz notavelmente suave e rouca, e uma técnica instrumental distinta e construída de modo auto-didata, descrita por Brian Olewnick como "estudadamente ingênua... soando como uma criação bastarda de Derek Bailey" sua ruidosa e intensa guitarra é contrastada muito frequentemente com a suavidade e a sensualidade da MPB.
Tendo nascido nos EUA, Lindsay passou a maior parte da sua juventude no Brasil, vivendo nas cidades de Garanhuns e Recife com seus pais missionários, e viveu no país sul-americano durante o período cultural marcado pelo movimento tropicalista. Esta era de experimentação e intercâmbio de linguagens e influências artísticas impactou profundamente o jovem Lindsay.
De retorno aos EUA, em Nova Iorque, Lindsay começou a apresentar suas ambições artísticas como escritor, mas seu interesse rapidamente passou às cenas artísticas e musicais que evoluiam em Nova Iorque para mais além da cena punk.
No final dos anos 70 ele participou da banda DNA, que frequentava a cena underground de Manhattan. In 1978, DNA foi lançado no álbum-projeto No New York (produzido por Brian Eno) ao lado de 3 outras bandas de No Wave e com este álbum conseguiram alguma notoriedade inclusive internacionalmente, se tornando rapidamente a referência fundamental do gênero, que se propunha a ser uma antítese artística e sonora do New Wave .
Ao começo dos anos 80, Lindsay, com seu particular estilo de tocar guitarra, se tornou uma figura fácil do circuito musical de Manhattan como fundador  das banda jazzística The Lounge Lizards e dos The Golden Palominos ou produzindo faixas para Laurie Anderson ou David Byrne contribuindo artísticamente com o selo estadunidense de World Music Luaka Bop entre outras atividades tanto propriamente musicais (como instrumentista, cantor e compositor) como de suporte à arte (como a de tradutor ou produtor).
Ao deixar o The Lounge Lizards Arto formou o Ambitious Lovers com o tecladista Peter Scherer. Nesta etapa a música de Arto Lindsay passou a apresentar mais fortemente influências rítmicas do pop e dos gêneros brasileiros (sobretudo a bossa-nova e o tropicalismo com) os quais tinha tido contato. Apesar de terem sido lançados por majors como EMI e Elektra e de terem recebido positivas críticas da imprensa especializada, a banda jamais atingiu o mainstream. Os Ambitious Lovers se separaram em 1991, entretanto Lindsay guardou uma forte relação de trabalho com Scherer, e continuou a gravar com ele.
Em meados dos anos 90 Arto deu início a sua carreira solo significantemente, desta vez mais do que nunca, orientada em direção às suas raízes brasileiras, cantando em português mais frequentemente, contando com a colaboração recorrente de Vinícius Cantuária, brincando com eventuais covers de clássicos da música brasileira como "Este Seu Olhar", de Tom Jobim, e atualizando sua sonoridade através da mescla com estilos então contemporâneos como o Techno e outras correntes da música eletrônica.

## Projetos e parcerias
A despeito de sua trajetória solo e projetos principais, Arto tem uma trajetória marcada pela intensa e frequente colaboração com outros artistas de diversos movimentos musicais com os quais guarda afinidade, e, ao longo dos anos, estabeleceu parcerias dentro de um espectro muito amplo, que inclui Caetano Veloso, David Byrne, Marisa Monte, Laurie Anderson, Marc Ribot, Cibo Matto, Bill Frisell, Animal Collective, Ryuichi Sakamoto, Krisma, Kip Hanrahan e Arnaldo Antunes, para nomear apenas alguns poucos.

## Família
Arto Lindsay é filho de Art Lindsay e Anne Lindsay. Ele tem um irmão, que é John Duncan Lindsay e uma irmã, chamada Katie Crosby. Ele tem um filho chamado Noah Minamoto Lindsay.

## Discografia
Considerando os projetos principais pelos quais passou e sua carreira solo a discografia de Arto Lindsay inclui os seguintes trabalhos:

### DNA
- "You and You" b/w "Little Ants" (Medical, 1978)
- No New York (Antille, 1978)
- A Taste of DNA (American Clavé, 1981)
- Live at CBGB (Avant, Japan 1993)

### The Lounge Lizards
- The Lounge Lizards (Editions EG, 1981)

### Ambitious Lovers
- Envy (Editions EG/Virgin, 1984)
- Greed (Virgin, 1988)
- Lust (Elektra, 1991)

### Solo
- Arto Lindsay Trio - Aggregates 1-26 (Knitting Factory Works, 1995)
- O Corpo Sutil / The Subtle Body (Rykodisc, 1996)
- Mundo Civilizado (Rykodisc, 1996)
- Hyper Civilizado (Mundo Civilizado Remixes) (Gramavision, 1997)
- Noon Chill (Rykodisc, 1997)
- Prize (Rykodisc/Righteous Babe, 1999)
- Invoke (Righteous Babe, 2002)
- Salt (Righteous Babe, 2004)